# Amatol

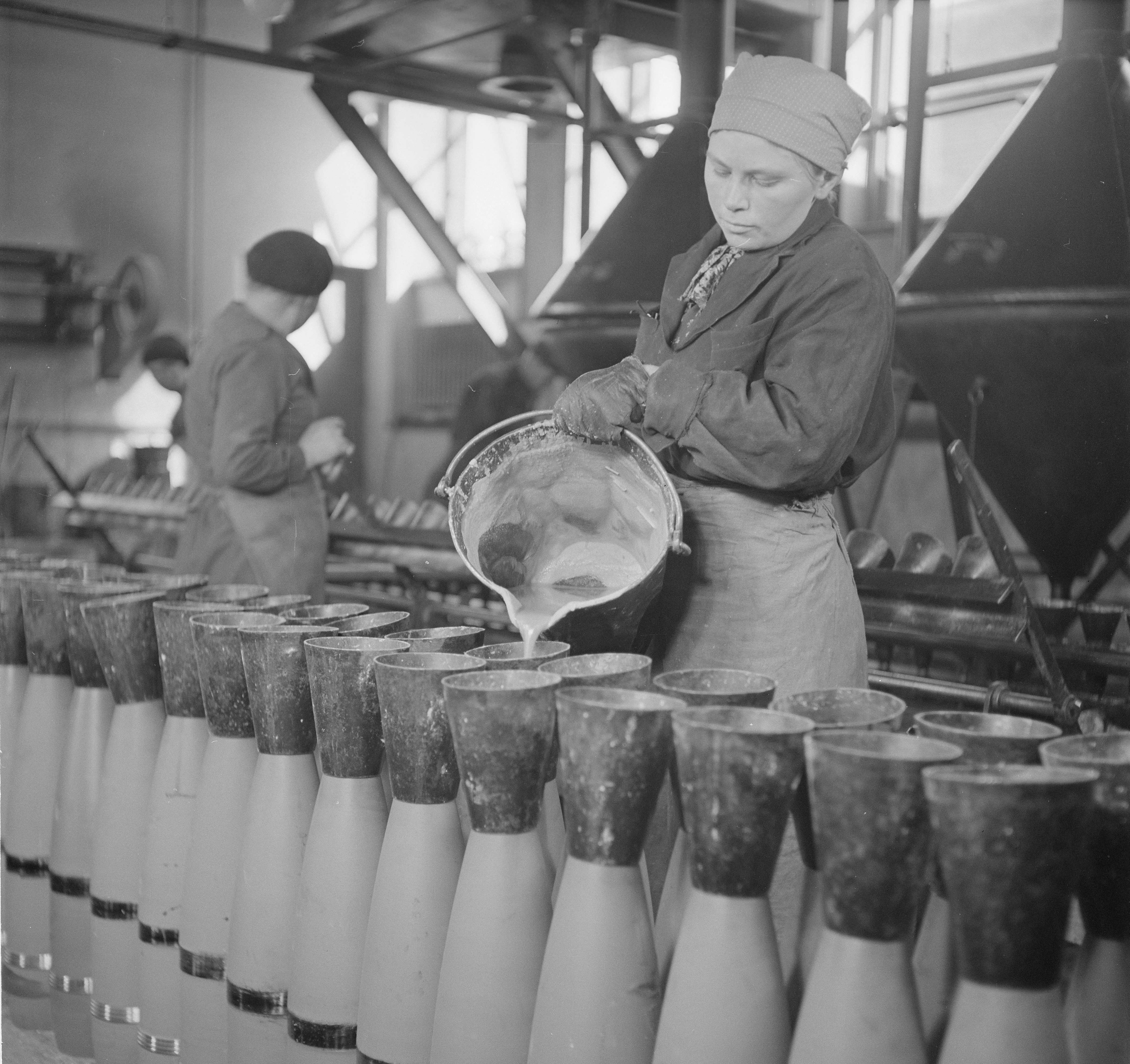
Granáty ráže 152 mm plněné tekutým amatolem. Finsko, 1942

Amatol je triviální název pro skupinu trhavin, sestávajících ze směsí dusičnanu amonného a TNT v různých poměrech. Ve Francii byly podobné sloučeniny známé pod názvem schneiderite.
Jedná se o vysoce výkonné trhaviny, které se používaly pro vojenské účely především během dlouhotrvajících vojenských konfliktů, když průmyslové produkční kapacity tritolu (výroba tritolu je relativně materiálně a energeticky náročná) nestačily vysoké spotřebě ozbrojenými silami (dusičnan amonný se dá Haber-Boschovou metodou jednoduše vyrábět v neomezených množstvích ze vzduchu, vody a elektrické energie). Během druhé světové války byl často používán jako trhací náplň leteckých pum, dělostřeleckých granátů, protiponorkových náloží a námořních min. Bývá nahrazován jinými trhavinami jako hexolity, torpexy a tritonaly.
Obsah dusičnanu amonného se v amatolech pohybuje od 40 po 80 % v závislosti na dostupnosti tritolu a účelu použití. Síla a brizance se vzrůstajícím podílem dusičnanu amonného klesá, zároveň stoupá citlivost trhaviny na mechanické a tepelné impulsy. Amatol 80/20 (obsahující 80 % dusičnanu amonného a 20 % tritolu) při výbuchu produkuje bílý kouř. I při takto nízkém obsahu tritolu je poměrně účinnou trhavinou. Amatol 50/50 (50 % dusičnanu amonného a 50 % tritolu) produkuje při detonaci tmavý kouř. Nevýhodou amatolů je jejich hygroskopie. Z amatolů byly během první světové války příměsí hliníku vyvinuté Amonaly, během druhé světové války příměsemi hexogenu resp. pentritu Amatexy, které vykazují ve srovnání s amatoly zvýšenou brizanci.
Byl vynalezen během první světové války, používal se i přes druhou světovou, např. v raketách V-2, studenou válku jakožto i v současnosti.